# Lance Ito
Lance Allan Ito (Los Ángeles, California; 2 de agosto de 1950) es un juez estadounidense retirado más conocido por presidir entre 1994 y 1995 el Caso O. J. Simpson en el Tribunal Superior del Condado de Los Ángeles.

## Primeros años y carrera
Nació en Los Ángeles en agosto de 1950, hijo de Jimmy y Toshi Ito, ciudadanos estadounidenses de origen japonés que, durante la Segunda Guerra Mundial, fueron internados en los campos de concentración para japoneses estadounidenses. Ito asistió al instituto John Marshall High School, donde fue presidente del cuerpo estudiantil y recibió el premio al Atleta escolar del año en 1968. Se licenció con honores en Derecho por la Universidad de California en Los Ángeles en 1972, obteniendo su Juris Doctor tres años más tarde por la Universidad de California en Berkeley. Ito se unió a la oficina del fiscal de distrito de Los Ángeles en 1977, trabajando en las unidades de bandas, crimen organizado y terrorismo, entre otras.
En 1981, se casó con Margaret Ann York, la primera mujer en alcanzar el rango de Jefe Adjunto en el Departamento de Policía de Los Ángeles y la mujer oficial de más alto rango de ese departamento cuando se retiró en 2002. Ambos se conocieron durante las pesquisas de un caso de asesinato en Eagle Rock.
En 1987, el entonces gobernador republicano de California George Deukmejian publicitó la candidatura a Ito, juez de corte demócrata, a la Corte Municipal, para más tarde, en 1989, elevarlo la Corte Superior.

## Juicio contra O. J. Simpson
El 13 de junio de 1994 se encontraron los cuerpos de Nicole Brown Simpson, exmujer de O. J. Simpson, y de Ronald Goldman en el exterior del dúplex que Nicole tenía en la zona residencia de Brentwood, en Los Ángeles. Brown había sido apuñalada numerosas veces en la cabeza y el cuello, y tenía heridas defensivas en sus manos. Ambas víctimas llevaban muertas unas 2 horas cuando fueron descubiertas por la policía.
Simpson fue formalmente acusado el 20 de junio y se declaró no culpable de ambos asesinatos. Al día siguiente se convocó a un gran jurado para determinar si se lo acusaría de los dos asesinatos. Dos días más tarde, el 23 de junio, el gran jurado fue descartado como resultado de una cobertura mediática excesiva, la cual podría haber influenciado su neutralidad. 
Anulado el gran jurado, las autoridades llevaron a cabo una audiencia de causa probable para determinar si correspondía llevar a Simpson a juicio o no. Esta fue una pequeña victoria para los abogados de Simpson, porque les daría acceso a la evidencia a medida que la misma era presentada por la fiscalía en contraste con el procedimiento en una audiencia de gran jurado. Tras una audiencia de una semana de duración, el juez Kathleen Kennedy-Powell, de la Corte Superior de California, dictaminó el 7 de julio que existía evidencia suficiente para enviar a Simpson a juicio por los asesinatos. 
La Corte Superior de Los Ángeles dispuso que el juicio se realizara en el centro de Los Ángeles, disponiéndose que Lance Ito presidiera el caso. En octubre de 1994,Ito comenzó a entrevistar a 304 posibles miembros para el jurado, cada uno de los cuales tenía que llenar un cuestionario de 75 páginas. El 3 de noviembre, fueron sentados seleccionados los 12 jurados con sus respectivos 12 suplentes. Ito permitió que el juicio fuera televisado a toda la nación, decisión que fue controvertida y que provocó que Ito se enfrentara a críticas por parecer disfrutar de la prensa. En septiembre de 1995, durante el transcurso del juicio, la cadena Court TV (afiliada a CNN) había tomado un primer plano de O. J. Simpson escribiéndole una nota a su abogado en un papel amarillo. Tras conocerse este hecho, Ito acusó el acto de ser "una flagrante violación del secreto profesional", dando por finalizada la cobertura televisiva. Court TV tuvo que costear una multa de 1.500 dólares.
Durante el juicio, la fiscalía solicitó que Ito se recusara cuando salió a la luz que su esposa, Margaret York, había sido oficial superior del detective Mark Fuhrman en el pasado. Fuhrman había sido llamado a declarar por la fiscalía sobre su descubrimiento de evidencia en el caso. Durante el interrogatorio, Fuhrman afirmó que no había usado epítetos y términos raciales para referirse a los afroamericanos durante los últimos diez años. El equipo de defensa de Simpson descubrió cintas en las que Fuhrman sí lo había hecho en 1988, y deseaban presentarlas como evidencia para demostrar que Fuhrman se había perjurado a sí mismo, para desacreditar su testimonio. Sin embargo, en las cintas, Fuhrman menospreciaba la apariencia de York y sugería que ella utilizó su género para avanzar en la fuerza policial. La fiscalía solicitó a Ito que renunciara porque sentían que las declaraciones despectivas hacia su esposa podrían sesgar a Ito contra Fuhrman, aunque los fiscales luego retiraron la solicitud por temor a que pudiera resultar en un juicio nulo.
El 3 de octubre de 1995, tras conocerse la decisión del jurado, O. J. Simpson fue declarado no culpable de asesinato en ambos cargos. 
Después del juicio, Ito se negó a dar cualquier entrevista sobre el juicio, porque las pautas éticas para los jueces de primera instancia de California prohíben comentar sobre asuntos pendientes o asuntos que puedan presentarse ante los tribunales.
Se retiró de la carrera judicial en 2015.